# Óscar Cantón Zetina
Óscar Cantón Zetina (Villahermosa, Tabasco; 1 de agosto de 1953) es un político mexicano el cual se desempeña como senador de la república en el Estado de Tabasco, el ah que ha ocupado diversos cargos a lo largo de su carrera. De 2000 a 2006 fue senador en el Senado de México por el estado de Tabasco,  diputado federal en tres ocasiones (1982 a 1985, 1994 a 1997, y 2021 a 2024) y diputado local (2007 y 2010).

## Primeros años
Nació en la ciudad de Villahermosa, Tabasco. Hijo de los tabasqueños Luis Cantón Márquez y María Plácida Zetina Lizárraga, cursó sus primeros estudios en la capital del estado y posteriormente ingresó a la Universidad Nacional Autónoma de México (UNAM), en donde obtuvo el título de licenciado en ciencias de la comunicación. En 1973, fue nombrado presidente de la Asociación de Estudiantes Tabasqueños en el Distrito Federal. Posteriormente, ingresó a la Universidad Del Valle del Grijalva, donde se graduó como licenciado en Derecho.
En 1975, ingresó al Partido Revolucionario Institucional (PRI), en cuya estructura ocupó diversos cargos.

## Carrera política
Es el tabasqueño que más elecciones constitucionales de mayoría ha ganado: dos veces senador, dos veces diputado federal y una vez diputado local.
En 2006 fue elegido diputado por la vía plurinominal al Congreso de Tabasco en la LIX Legislatura.[cita requerida]
De 1982 a 1985, fungió como diputado federal por Tabasco en la LII Legislatura del Congreso de la Unión. Repitió en el cargo de 1994 a 1997, en la LVI Legislatura del Congreso de la Unión.[cita requerida]
En el 2000, Óscar Cantón Zetina fue elegido Senador de la República por el estado de Tabasco, para el período 2000-2006. Durante su labor legislativa, fue presidente de la Comisión de Ecología y Medio Ambiente, impulsando las iniciativas de la Ley General de Equilibrio Ecológico y la Protección Ambiental y la Ley General de Residuos y Desechos Tóxicos. Asimismo, fue integrante de la Comisión de Energía, donde presentó iniciativas en contra de la privatización de Petróleos Mexicanos y de la Comisión Federal de Electricidad, y consiguió que Tabasco recibiera una tarifa eléctrica justa. Presentó antes que nadie una iniciativa sobre las pensiones y prestaciones de los expresidentes de México, para terminar con los privilegios actuales.

## Otras actividades
Es productor agrícola desde hace más de 30 años en Tabasco, donde ha estado cultivando plátano en Teapa, y sembrando árboles forestales como Melina, acacias y eucaliptos, en Huimanguillo.[cita requerida]
Fungió como representante del Gobierno de Tabasco en la Ciudad de México, en dos ocasiones.[cita requerida]
Fue subsecretario de gobierno del estado de Tabasco, coordinador de la Comisión para el Desarrollo de las Zonas Petroleras en Tabasco (Codezpet) y subdirector general de comercialización de Aseguradora Hidalgo.[cita requerida]
También fue director de información y relaciones públicas de la Universidad Juárez Autónoma de Tabasco (UJAT) y secretario particular del director general de Fertilizantes Mexicanos.[cita requerida]
Al igual que todos sus hermanos, se ha dedicado también al periodismo.